# Szentgyörgyvölgy
Szentgyörgyvölgy is een plaats (község) en gemeente in het Hongaarse comitaat Zala. Szentgyörgyvölgy telt 485 inwoners (2001).